# Никола Штрбац
Никола Штрбац (Београд, 6. фебруар 1995) српски је позоришни, телевизијски и филмски глумац.

## Образовање
Глумом је почео да се бави у ранијем узрасту, учествујући у разним едукативно-драмским пројектима. У средњој школи, као члан драмске секције Седме београдске гимназије остварио је успехе играјући у многим представа - на нивоу општине, града као и државе. Поред глумачког талента у раном узрасту је показао и интересовање за рецитацију  и музику. Завршио је основну музичку школу Јосип Славенски, одсек гитара. Године 2015. уписује глуму, као редован студент на Универзитету Синергија у класи професора Ивана Јевтовића и асистента Михаила Лаптошевића, у Београду.

## Каријера
Најпознатије су му улоге у телевизијским серијама Шифра Деспот редитеља Дејана Зечевића, Ургентни центар и Истине и лажи. Поред тих улога играо је и у телевизијским серијама Швиндлери, Срце Злочина (играно документарни серијал на РТС), Неки бољи људи, Синђелићи, Камионџије д.о.о.
Играо је у многим студентским филмовима, као и у позоришним представама, од којих су: У Потпалубљу аутора Владимира Арсентијевића, Прослава (играну у СКЦ-у 2017), Сенди Бичиз оф Марс (играну у Битеф Театру 2017), циклус представа Кристална Ноћ и Писма стрељаних (редитеља Тадије Милетића у Музеју Бањичког логора), Браћа (редитеља Јована Стаматовића-Карића у АКУД Бранко Крсмановић), Не играј на Енглезе, Први дан (играна на отварању Фист-а 2018. године у УК Вук Караџић), Стварни свет (редитељке Тее Пухарић), Плес Пацова (аутора Тамаре Бијелић), монодрама Војцек (адаптација Никола Штрбац), Кући, Идиот (играну у Атељеу 212), Коса (играну на фестивалу Стеријино Позорје Младих у Српском Народном Позоришту у Новом Саду, као и у Народном Позоришту у Београду),  Злочин и Казна (играну 2021. године у Руском дому) и многе друге.
Тренутно игра у позоришту „Бошко Буха” у представи Снежана и седам патуљака Љубивоја Ршумовића, чију режију потписује Снежана Тришић, као и у позоришту „Атеље 212” у представи Посадити дрво, чију режију потписује Павле Терзић, а главну улогу игра Бранимир Брстина. Члан је Позоришта Лектира Владимира Јевтовића, где је учествовао у представама Капетан Џон Пиплфокс, Ромео и Јулија, Хамлет и друге.

## Театрографија
| Наслов                   | Улога       | Редитељ                     | Позориште                | Премијера          |
| ------------------------ | ----------- | --------------------------- | ------------------------ | ------------------ |
| Снежана и седам патуљака | Љутиша      | Снежана Тришић              | Позориште Бошко Буха     | 13. октобар 2020.  |
| Ромео и Јулија           | Ромео       | Иван Јевтовић               | Божидарац                | 15. новембар 2017. |
| Капетан Џон Пиплфокс     | Капетан     | Иван Јевтовић               | Божидарац                | 2019               |
| Коса                     | Бергер      | Адаптација Кокан Младеновић | Српско Народно Позориште | 2018               |
| Плес Пацова              | Наркоман    |                             | АКУД Бранко Крсмановић   | 2019               |
| Злочин и Казна           | Раскољников | Даниел Ковачевић            | Руски дом у Београду     | 16. децембар 2021. |
| Посадити дрво            | Стражар     | Павле Терзић                | Атеље 212                | 04. јун 2022.      |